# Christo Makedonski

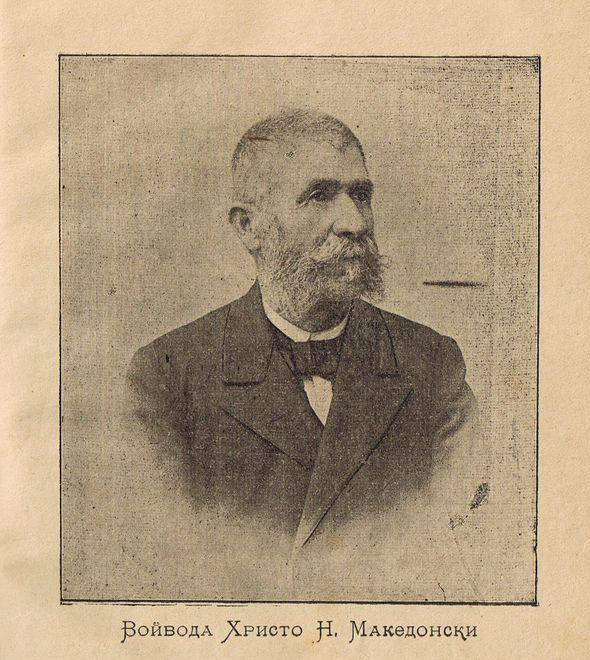
Christo Makedonski in Russe 1896

Christo Nikolow Makedonski (auch Hristo Nikolov Makedonski geschrieben; bulgarisch Христо Николов Македонски; * 1834 in Goren Todorak, heute Ano Theodoraki in Griechenland; † 5. Juli 1916 in Russe, Bulgarien) war ein bulgarischer Hajduke, Wojwode und Freiheitskämpfer während der Bulgarischen Nationalen Wiedergeburt. Sein Nachname Makedonski leitet sich aus der geographischen Region Makedonien ab, aus der er stammte.

## Leben
Christo Makedonski wurde 1835 im Dorf Gorni Todorak (heute in der Gemeinde Kroussa im nordgriechische Regionalbezirk Kilkis), in der Region Makedonien, die zur damaligen Zeit Teil des Osmanischen Reiches war, geboren. Er besuchte die griechische Schule in seinem Dorf und arbeitete anschließend als Händler. Infolge ständiger osmanischer Repressionen wurde er Hajduke in der Tscheta von Stoimen Wojwoda. Diese Tscheta (bulg. чета), eine kleine bewegliche Einheit von Freiwilligen, kämpfte im nahegelegenen Malaschewo-Gebirge gegen die osmanische Obrigkeit.
Im serbischen Belgrad trat er 1862 zusammen mit über 600 Freiwilligen in die Erste Bulgarische Legion (bulg. Първа българска легия) von Georgi Rakowski ein. Am 3. Juli 1862 brachen in Belgrad Kämpfe zwischen den Serben und der osmanischen Garnison in der Festung Kalemegdan aus, an denen sich Makedonski mit der Legion auf der Seite der Serben beteiligte. Da sich die Kämpfe jedoch nicht zu einem Krieg ausweiteten, sah sich die serbische Regierung durch osmanischen Druck gezwungen, die Legion aufzulösen. Dennoch war die Legion eine erste Möglichkeit, bei welcher junge bulgarische Freiheitskämpfer Kampferfahrung und Ideen sammeln und Netzwerke gründen konnten, die ihnen im späteren Kampf von Nutzen waren. Nach der Auflösung der Legion ging Makedonski ins Fürstentum Walachei.

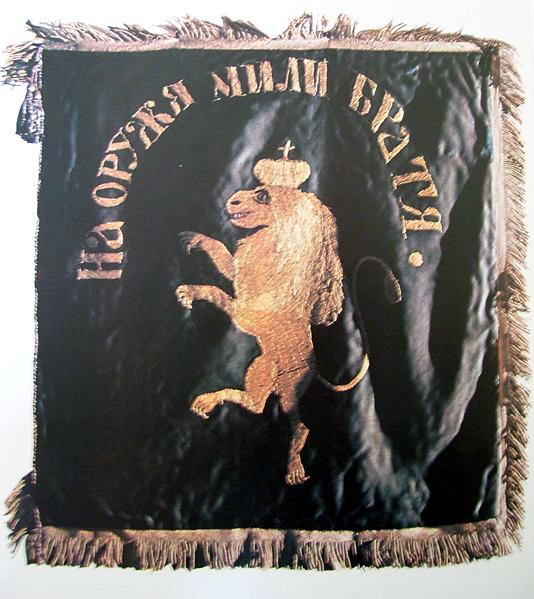
Die gerettete Fahne der Tscheta von Stefan Karadscha

Von 1864 bis 1865 führte Makedonski im Auftrag Rakowskis eine kleine bewaffnete Gruppe an, mit der er die westlichen bulgarischen Gebieten durchquerte und den Boden für einen möglichen Aufstand vorbereitete. 1867/68 schloss sich Makedonski der Zweiten Bulgarischen Legion in Belgrad an und flüchtete nach deren Auflösung im Frühjahr 1868 erneut nach Rumänien.
Im selben Jahr schloss er sich den vereinten Tschetas von Chadschi Dimitar und Stefan Karadscha an, überquerte die Donau und beteiligte sich mit weiteren 110 Kampfgefährten an mehreren Gefechten mit der osmanischen Armee. Nach einem Gefecht bei Wischograd, bei dem der Fahnenträger der Tscheta Stefan Karadschas tödlich getroffen wurde, wurde Makedonski zum Fahnenträger ernannt. Nach derer Zerschlagung am Gipfel Busludscha im zentralen Balkangebirge gelang Makedonski mit zwei weiteren Gefährten (Pentscho Stojanow und Ilija Nikolow), als einem der wenigen Überlebenden die Flucht über Gabrowo, Sopot, Samokow, das Rila-Kloster und Melnik in die Mönchsrepublik Athos, wo sie im Kloster Zográfou unterkommen konnten. Erst im Frühjahr 1869 konnten sie mit Hilfe des Hegumens des Klosters über Konstantinopel nach Odessa gelangen. Mit Hilfe der dortigen bulgarischen Emigranten gelangte Makedonski erneut nach Rumänien.
In Rumänien beteiligte sich Christo Makedonski an den Vorbereitungen des Stara-Sagora-Aufstandes und des April-Aufstandes in den Jahren 1875 und 1876. Im serbisch-türkischen Krieg von 1876 war er unter der Leitung von Panajot Chitow Kommandeur (Wojwode) einer Abteilung von 200 bulgarischen Freiwilligen und kämpfte gegen osmanische Truppen in der Region Visok und in der Nähe von Knjaževac. Als Fahne diente die von Makedonski gerettete Fahne der Tscheta von Stefan Karadscha, die heute im Nationalen militär-historischen Museum in Sofia aufbewahrt wird.
Nach der Befreiung Bulgariens lebte Makedonski in der Donaustadt Russe, wo er am 5. Juli 1916 verstarb. 1896 veröffentlichte Makedonski noch seine Memoiren unter dem Namen Записки на Христо Македонски (1852–1877) (bulg. für: Erinnerungen von Christo Makedonski).

## Zitat
„Nicht als Hajdu[k]en werden wir Bulgarien erwecken, sondern als Revolutionäre“

## Rezeption
Cristo Makedonski diente als Prototyp für den Charakter Makedonski in der Novelle „Ungeliebt und Heimatlos“ (bulg. Немили-недраги/Nemili-Nedragi) von Iwan Wasow.